# Gaya domingensis
Gaya domingensis är en malvaväxtart som beskrevs av Ignatz Urban. Gaya domingensis ingår i släktet Gaya och familjen malvaväxter. Inga underarter finns listade i Catalogue of Life.